# Neotrichia kitae
Neotrichia kitae is een schietmot uit de familie Hydroptilidae. De soort komt voor in het Nearctisch gebied.